# سفارة الجزائر في العراق
سفارة الجزائر في بغداد هي بعثة دبلوماسية جزائرية لدى العراق تقع في العاصمة بغداد وهي تهدف لتعزيز المصالح الجزائرية في العراق.

## قائمة سفراء الجزائر لدى العراق
| الصورة | الاسم      | فترة الخدمة | فترة الخدمة |
| الصورة | الاسم      | البداية     | النهاية     |
| ------ | ---------- | ----------- | ----------- |
|        | عثمان سعدي | 1971        | 1974        |
|        | علي كافي   |             |             |

## قائمة المراجع
1. ↑  www.mae.gov.dz https://web.archive.org/web/20190325213736/http://www.mae.gov.dz/Annuaire_15.aspx. مؤرشف من الأصل في 2019-03-25. اطلع عليه بتاريخ 2019-10-25. {{استشهاد ويب}}: الوسيط |title= غير موجود أو فارغ (مساعدة)
2. ↑  "الجزائر ـ العراق ... السفارة الجزائرية ببغداد تصدر بيانا وتوضح". منبر الجزائر. 12 سبتمبر 2018. مؤرشف من الأصل في 2019-12-15. اطلع عليه بتاريخ 2019-10-25.
3. ↑  "الجزائر 1 | عراقيون يحاصرون مقر السفارة الجزائرية ببغداد". الجزائر 1. 12 سبتمبر 2018. مؤرشف من الأصل في 2019-03-24. اطلع عليه بتاريخ 2019-10-25.
4. ↑  "السفارة الجزائرية بالعراق تصدر بيانا حول قضية الصحافية سميرة مواقي". النهار أونلاين. 28 فبراير 2017. مؤرشف من الأصل في 2019-12-08. اطلع عليه بتاريخ 2019-10-25.
5. ↑  "? من هو عثمان السعدي عثمان السعدي - Algeria & Palestine & Mashreq. The Axis of Glory, Gold, Faith and Life". algeriearabite.canalblog.com (بالفرنسية). 16 Jul 2018. Archived from the original on 2019-12-08. Retrieved 2019-11-24.
6. ↑  "هكذا توسط عثمان سعدي لإعادة البياتي إلى العراق". الشروق أونلاين. 30 يناير 2011. مؤرشف من الأصل في 2019-12-08. اطلع عليه بتاريخ 2019-11-24.
7. ↑  "وفاة رئيس الجزائر الأسبق علي كافي عن 85 عاماً". www.alarabiya.net. مؤرشف من الأصل في 2019-12-08. اطلع عليه بتاريخ 2019-11-24.
8. ↑  "وفاة رئيس الجزائر الأسبق علي كافي". www.aljazeera.net. مؤرشف من الأصل في 2018-10-28. اطلع عليه بتاريخ 2019-11-24.
9. ↑  "رحيل الرئيس الجزائري الأسبق علي كافي وبوتفليقة يعلن الحداد لمدة ثمانية أيام". القدس العربي (بالإنجليزية). 16 Apr 2013. Archived from the original on 2019-12-15. Retrieved 2019-11-24.